# Никольское (Александрийский район)
Нико́льское (укр. Микільське) — село в Великоандрусовской сельской общине Александрийского района Кировоградской области Украины.
До 2020 года входило в Светловодский район
Население по переписи 2001 года составляло 1175 человек. Телефонный код — 5236. Код КОАТУУ — 3525285201.